# 风筝式系留气球

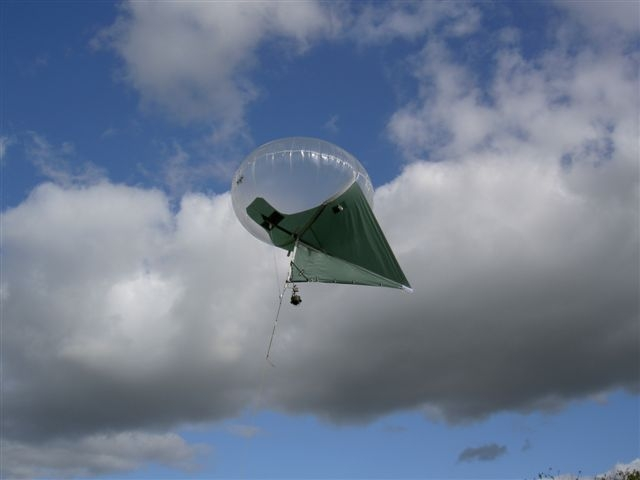
一個帶有螺旋儀穩定攝影機的風箏式繫留氣球

风筝式系留气球是一种风筝和气球的混合体，有时被看作是风筝的一种。它既能显著地利用空气动力飞行，又是一种可内充有密度小于空气的气体的航空器，但它的整体密度并不一定小于它所飞行的空气密度。在设计上它可以在任何有大气层的行星大气层中飞行，根据用途，可以在其气囊中充入氢气、氦气、甲烷或者仅仅是空气用于保持其空气动力学外形。风筝式系留气球的优点在于它能维持在系留点上方的一个相当稳定的位置，而不会受到风的影响。该种航空器被运用在军用和民用领域。它可以用来升起求救信号和通信天线，还可以升起涡轮发电机用于发电。

## 历史
风筝式系留气球的专利最早在1944年由多米那·贾伯特申请，但具体的发明者不明。

## 用途
- 可在无风或有风条件下升起紧急信号
- 可在无风或有风条件下保持通信天线滞空
- 升起涡轮发电机进行发电作业
- 将害鸟驱逐出田野
- 游戏或运动性质的风筝活动
- 气象学测量[6]

## 相关专利
- US Patent 6646725
- US Patent 2431938 Kite balloon Domina C. Jalbert
- US Patent 2398745
- US Patent 6302759
- US Patent 3924827
- 4207026